# Melanophthalma crebra
Melanophthalma crebra is een keversoort uit de familie schimmelkevers (Latridiidae). De wetenschappelijke naam van de soort werd in 2000 gepubliceerd door Míka.